# Janina Abczyńska

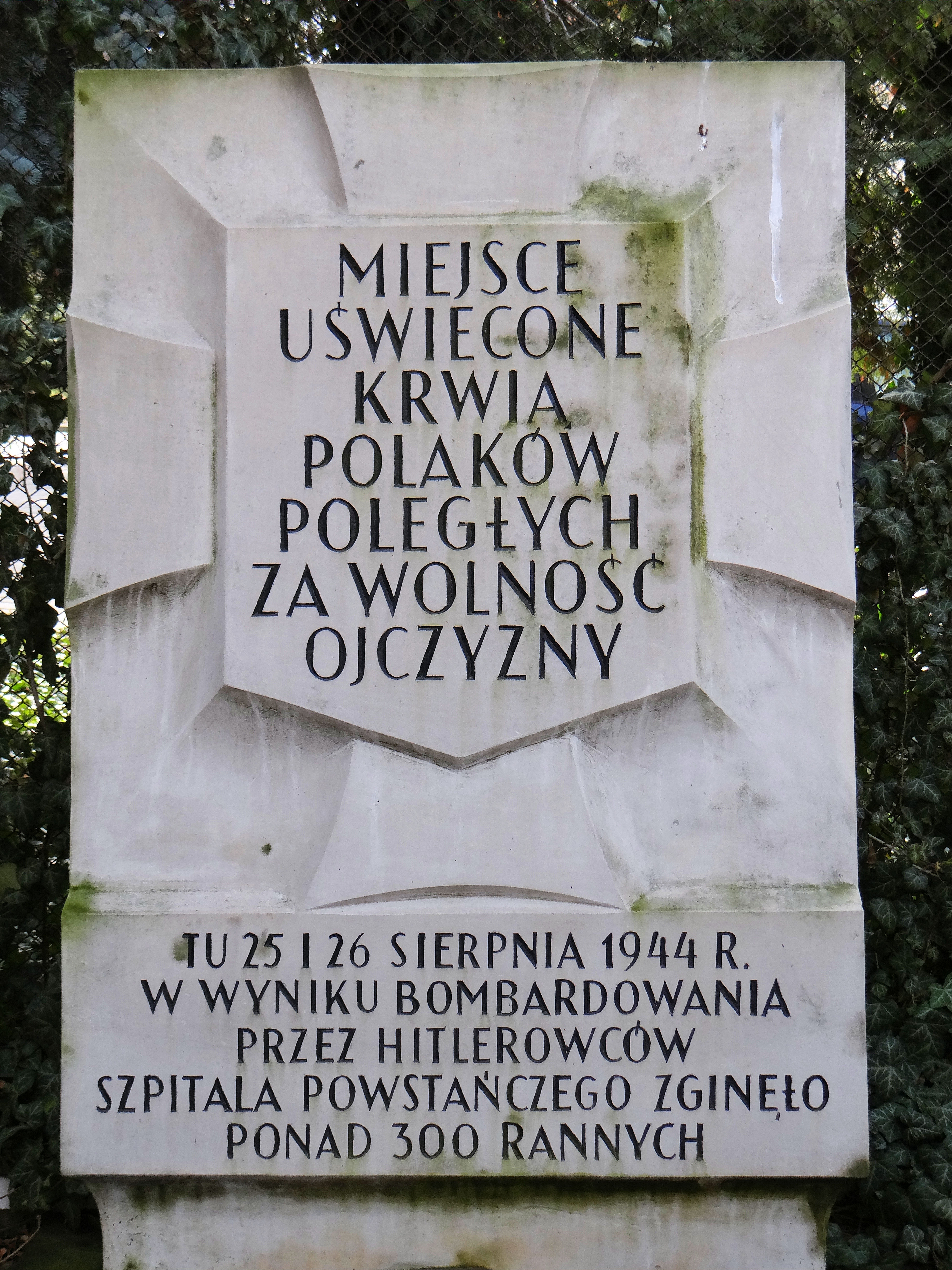
Tablica upamiętniająca poległych podczas bombardowania szpitala

Janina Abczyńska ps. Julia (ur. 15 czerwca 1883 w Trąbinie, poległa 30 sierpnia 1944 w Warszawie) – polska pielęgniarka, siostra PCK, odznaczona Krzyżem Walecznych (1939).

## Życiorys
Córka Henryka i Romany z Ostrowskich. Jako siostra PCK służyła w warszawskich szpitalach, podczas I wojny światowej ochotniczo zgłosiła się do służb sanitarnych i była sanitariuszką. Podczas obrony Warszawy była pielęgniarką w szpitalach wojskowych, za ofiarność odznaczono ją Krzyżem Walecznych. 
Po wybuchu powstania warszawskiego ochotniczo zgłosiła się do służb sanitarnych Komendy Okręgu Warszawskiego Armii Krajowej, od 6 sierpnia w oddziale Szpitala Ujazdowskiego w budynku Zgromadzenia Sióstr Rodziny Maryi przy ul. Chełmskiej 19 (przydział: „Bakcyl” – Sanitariat Okręgu Warszawskiego Armii Krajowej). Poległa pod gruzami szpitala podczas bombardowania.